# L'Œil du Monocle
Série Le Monocle
Le Monocle noir
(1961) Le Monocle rit jaune
(1964)
Pour plus de détails, voir Fiche technique et Distribution.
L'Œil du Monocle est un film français réalisé par Georges Lautner, sorti en novembre 1962.
C'est le second film de la trilogie du Monocle, après Le Monocle noir et avant Le Monocle rit jaune.

Acteurs principaux
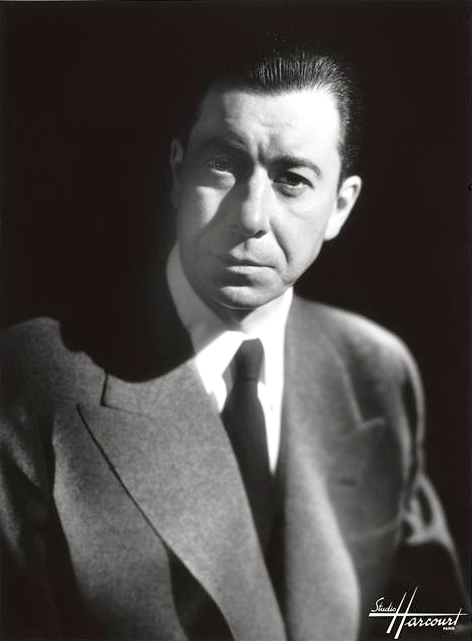
Paul Meurisse (commandant Dromard)
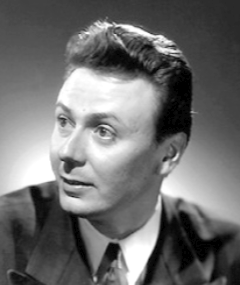
Maurice Biraud (Martigue)
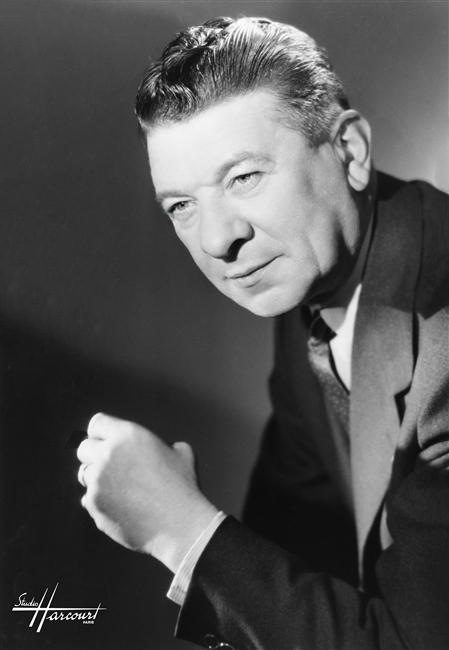
Robert Dalban (sergent Poussin)
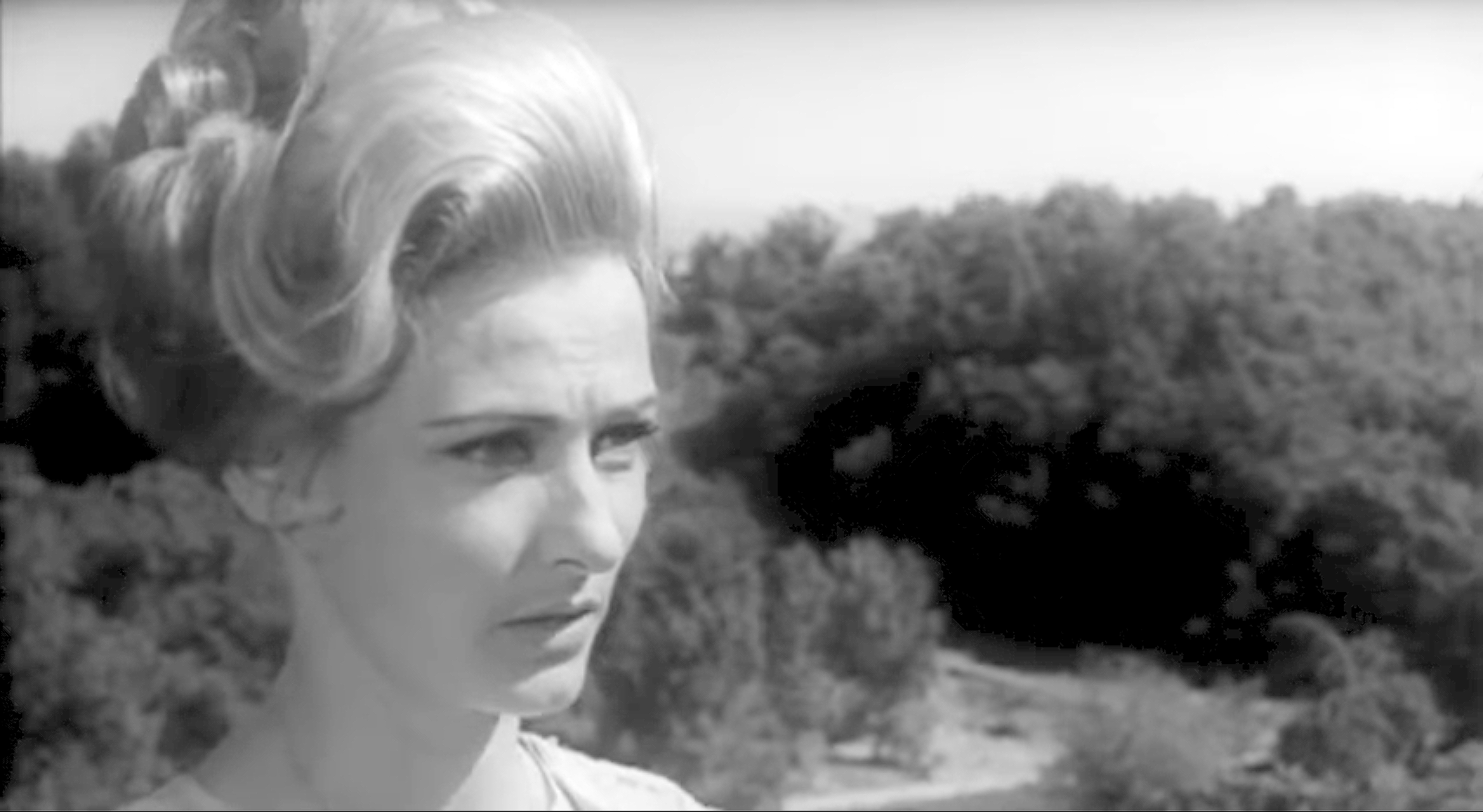
Elga Andersen (Erika Murger)
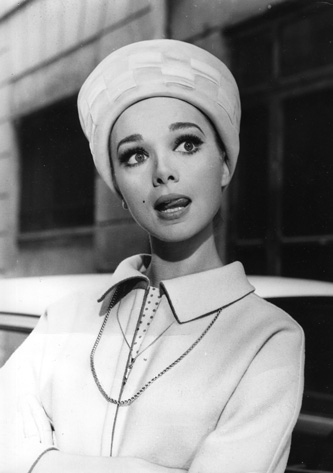
Gaia Germani (Diana)

## Synopsis
1962. Les services secrets anglais et soviétiques envoient leurs espions aux trousses d'un ancien SS allemand, Hektor Schlumpf, qui veut récupérer une cargaison d'archives et d'or, immergée au large de la Corse depuis 1943. Mais Schlumpf est déjà protégé par les services français, représentés par le commandant Dromard, en échange de papiers compromettants pour les nations alliées pendant la guerre.
Pourtant, Schlumpf est tué par Dromard. Les Russes et les Britanniques découvrent vite qu'il s'agit d'une mascarade. Dromard retrouve Schlumpf dans un bar un soir de 14 Juillet alors que Poussin qui devait le couvrir est assommé. Une fusillade éclate pendant le feu d'artifice. Schlumpf s'enfuit, est blessé. Dromard retrouve sa trace (de sang) chez un artiste-plasticien, Martigue, chez qui il est entré sur les indications d'une mystérieuse brune à sa fenêtre. Dromard assomme Martigue, descend par la trappe où il a vu le sang et trouve Schlumpf dans la cave... poignardé. Il remonte et est pris à partie par des inconnus, qu'il abat. Il quitte l'atelier, la brune lui signale qu'une voiture arrive pour l'écraser. Il l'évite, Poussin survient et abat l'écraseur, qui a le temps de révéler qu'avec Martigue ils étaient complices de Schlumpf, mais que celui-ci a préféré travailler avec les Français, qu'ils l'ont donc abattu.
Dromard retourne à l'atelier et trouve Cyring, le chef des espions britanniques qui lui dit que Martigue s'est enfui. En échange de quoi, Dromard lui dit que Schlumpf est mort. La brune mystérieuse, Diana, surgit alors de la cave et pendant que le major Cyring va voir le cadavre, accepte le rendez-vous le lendemain à déjeuner que Dromard lui donne, où elle concède avoir surveillé Schlumpf au profit des Anglais. Mais qu'elle est également prête à aider les Français pour de l'argent. Dromard retrouve Dugoinneau, le capitaine d'un rafiot de la Marine française affrêté pour les besoins de l'opération et lui enjoint de garder sous sa protection l'homme qu'il lui apportera.
Puis sur les indications de Diana, il retrouve Martigue caché chez un certain Archiloque en compagnie d'une blonde Erika, "sa muse" (que Dromard reconnaît d'une aventure précédente). Les deux s'ingénient à faire avouer à Martigue qu'il est donc seul à connaître l'emplacement de la grotte maintenant que Schlumpf est mort.
Pendant ce temps, Cyring et Archiloque, qui travaille pour lui, en présence de Diana, mettent au point un plan pour éliminer les Français dans un restaurant où ceux-ci doivent retrouver Martigue à dîner, et le récuperer pour eux. Mais Diana arrive au restaurant en compagnie du chef des espions soviétiques, ce qui pique Dromard. À cause de sa jalousie, involontairement la fusillade tourne au fiasco à l'avantage des Français, qui s'enfuient avec Martigue et sont sauvés par le Russe... qui voit là un moyen de rester au contact.
Pour soustraire Martigue à tant d'attention, les Français accélèrent les choses et l'emmènent sur leur bateau pour une expédition de plongée sous-marine, mais sont surveillés par les Soviétiques et les Britanniques, qui se sont ligués. Les Russes fournissent les plongeurs qui suivront l'équipe française une fois la grotte découverte. Or c'est un piège, la grotte est un leurre pour détourner l'attention des Russes pendant que Martigue et Poussin rejoindront un sous-marin français immergé plus loin, afin de pouvoir ensuite organiser la recherche de la vraie grotte, les services secrets francais ayant consenti d'abandonner à Martigue une partie de la fortune contenue dans le trésor en échange des documents compromettants sur lesquels les Russes et les Anglais voulaient tant mettre la main.

## Fiche technique
- Titre : L'Œil du Monocle
- Réalisation : Georges Lautner
- Scénario : Jacques Robert et Colonel Rémy
- Adaptation : Jacques Robert et Georges Lautner.
- Dialogues : Jacques Robert
- Photographie : Maurice Fellous
- Montage : Michèle David
- Musique : Jean Yatove
- Décors : Robert Boudaloux
- Costumes : Paulette Ten-Have
- Son : Antoine Archimbaud
- Producteur : Lucien Viard
- Directeur de production : Paul Joly
- Sociétés de production : Les Films Borderie, C.I.C.C., Orex Films
- Société de distribution : Pathé Distribution
- Pays de production :  France
- Langue : français, allemand
- Format : Noir et blanc — 35 mm — 1,33:1 — Son : Mono
- Genre : Film d'espionnage, Comédie noire
- Durée : 105 minutes (1 h 45)
- Date de sortie :
  - France : 14 novembre 1962

## Distribution
- Paul Meurisse : Le commandant Théobald Dromard, dit « le Monocle »
- Elga Andersen : Erika Murger
- Robert Dalban : Lucien Poussin
- Maurice Biraud : Martigue
- Gaia Germani : Diana
- Charles Millot : Commissaire Matlov
- Raymond Meunier : Bob Dugoinneau
- Paul Mercey : Schlumpf
- Henri Cogan : Archiloque
- Jean Luisi : Un « sinistre »
- Jean-Michel Audin : Un « sinistre »
- Josette Demay : la serveuse du restaurant
- Michel Duplaix : un complice d'Archiloque
- Richard Larke : Major Cyring
- Barbara Brand : La danseuse tuée par erreur
- Marcel Bernier : un homme de main d'Archiloque (non crédité)
- Georges Lautner : Un officier allemand (non crédité)

## Production

### Tournage
- Le film a été tourné à Bonifacio, en Corse-du-Sud

## Musique
- La musique entendue dans une scène où on voit des gens danser le twist, est la même que celle du film La Belle Américaine de Robert Dhéry.

## Autour du film